# تاپ گان
تاپ گان (به انگلیسی: Top Gun) یک فیلم اکشن و درام آمریکایی محصول سال ۱۹۸۶ به کارگردانی تونی اسکات و تهیه‌کنندگی دن سیمپسون و جری بروکهایمر در همکاری با کمپانی پارامونت پیکچرز است. فیلمنامه توسط جیم کش و جک اپس جونیور نوشته شده‌است و از مقاله ای با عنوان «تاپ گان» که سه سال قبل در مجله کالیفرنیا منتشر شده بود الهام گرفته شده‌است. در این فیلم تام کروز، کلی مک‌گیلس، آنتونی ادواردز، وال کیلمر، ریک روسویچ، مایکل ایرون‌ساید، جیمز تولکان، جان استاکول، تیم رابینز و مگ رایان بازی می‌کنند. کروز در نقش ستوان پیت «ماوریک» میچل، یک هوانورد نیروی دریایی جوان در ناو هواپیمابر یواس‌اس انترپرایز بازی می‌کند. به او و افسر رهگیری رادارش، نیک «گوس» برادشاو (ادواردز) فرصتی برای آموزش در مدرسه سلاح‌های جنگنده نیروی دریایی ایالات متحده در پایگاه نیروی هوایی، دریایی میرامار در سن دیگو، کالیفرنیا داده می‌شود.
تاپ گان در ۱۶ می ۱۹۸۶ اکران سینمایی شد. پس از اکران، این فیلم به‌طور کلی نقدهای متفاوتی از منتقدان دریافت کرد، اما بسیاری به ویژه سکانس‌های اکشن، جلوه‌ها، شیرین‌کاری‌های هوایی، و بازی‌های بازیگری را تحسین کردند و کروز و مک‌گیلیس بیشترین تحسین‌ها را دریافت کردند. چهار هفته پس از اکران، سالن‌هایی که آن را نمایش می‌دهند ۴۵ درصد افزایش یافت. علی‌رغم واکنش‌های متفاوت منتقدان اولیه، این فیلم با فروش ۳۵۶ میلیون دلاری در مقابل بودجه تولید ۱۵ میلیون دلاری، موفقیت تجاری بزرگی داشت. این فیلم در طول سال‌ها محبوبیت خود را حفظ کرد و در سال ۲۰۱۳ مجدداً یک آی‌مکس سه بعدی منتشر شد. علاوه بر این، موسیقی متن فیلم از آن زمان به یکی از محبوب‌ترین موسیقی متن فیلم تبدیل شده‌است و به گواهی‌نامه انجمن صنعت ضبط آمریکا رسیده‌است. این فیلم برنده جایزه اسکار بهترین آهنگ اورجینال برای آهنگ «نفسم را قطع کن» با اجرای برلین شد.
در سال ۲۰۱۵، کتابخانه کنگره ایالات متحده این فیلم را برای نگهداری در فهرست ملی ثبت فیلم انتخاب کرد و آن را «از لحاظ فرهنگی، تاریخی یا زیبایی شناختی مهم» یافت. دنباله‌ای با عنوان تاپ گان: ماوریک ساخته شده که در سال ۲۰۲۲ منتشر شده‌است. جالب اینکه فروش قسمت دوم فیلم نیز علیرغم فاصله ۳۶ ساله با اکران فیلم نخست، چشمگیر بوده و به پرفروشترین فیلم سال ۲۰۲۲ در سطح جهان و دومین فیلم پرفروش آمریکای شمالی در باکس آفیس بدل گشت.

## خلاصه داستان
در پروازی اکتشافی بر فراز اقیانوس هند، «ستوان پیت ماوریک میچل» (کروز) و همراهش، «ستوان نیک گوس برادشا» (ادوادز)، چند میگ جنگی دشمن را با مانورهای غیر معمول از میدان به در می‌برند و برای شرکت در کلاس‌های برنامه آموزشی تاکتیک‌های جنگنده ضربتی نیروی دریایی ایالات متحده آمریکا در کالیفرنیا (معروف به «تاپ‌گان») انتخاب می‌شوند…

## دنباله سازی
برای این فیلم دنباله ای تحت عنوان: تاپ گان: ماوریک رو با بازی تام کروز و وال کیلمر ساخته شده‌است که در سال ۲۰۲۲ اکران شد

## جوایز
برنده جایزه برگزیده مردم برای فیلم سینمایی محبوب
نامزد اسکار بهترین میکس صدا
نامزد اسکار بهترین تدوین صدا
نامزد اسکار بهترین تدوین فیلم
نامزد گلدن گلوب بهترین موسیقی
نامزد جایزه آکادمی ژاپن برای بهترین فیلم خارجی
نامزد جایزه برگزیده مردم برای فیلم محبوب همه زمان‌ها